# Mount Dasinger
Mount Dasinger ist ein 1360 m hoher Berg im westantarktischen Queen Elizabeth Land. In der nördlichen Neptune Range der Pensacola Mountains ragt er 10 km nordöstlich des Neith-Nunatak auf.
Der United States Geological Survey kartierte ihn anhand eigener Vermessungen und Luftaufnahmen der United States Navy aus den Jahren von 1956 bis 1966. Das Advisory Committee on Antarctic Names benannte ihn 1968 nach Leutnant James R. Dasinger (* 1933) von der US Navy, Mitglied der Überwinterungsmannschaft auf der Ellsworth-Station im Jahr 1958.